# Vlag van Hawaï
De vlag van Hawaï, of Ka Hae Hawai‘i, is sinds 20 mei 1845 de officiële vlag van Hawaï. Ten tijde van de ingebruikname was Hawaï een onafhankelijk koninkrijk, maar ook toen de archipel in latere tijden achtereenvolgens een protectoraat, republiek, territorium, en staat zou worden, bleef Ka Hae Hawai‘i in gebruik (uitgezonderd enkele maanden in 1893). De Hawaïaanse vlag is de enige Amerikaanse statelijke vlag die onder zó veel verschillende bestuursvormen in gebruik was. Het is ook een van de oudste Amerikaanse staatsvlaggen.

## Ontwerp
Ka Hae Hawai‘i is de enige Amerikaanse vlag die de vlag van het Verenigd Koninkrijk toont; deze staat in het kanton. Het veld van de vlag bestaat uit acht horizontale banen die de acht belangrijkste eilanden van de archipel symboliseren: Hawaï, Oahu, Kauai, Kaho'olawe, Lanai, Maui, Molokai en Ni'ihau.
De hoogte-breedteverhouding van de vlag is 1:2. De Union Flag neemt 7/16 van de breedte in en de helft van de hoogte, waarmee ze iets vervormd is in vergelijking met de 'echte' Britse vlag.

## Geschiedenis

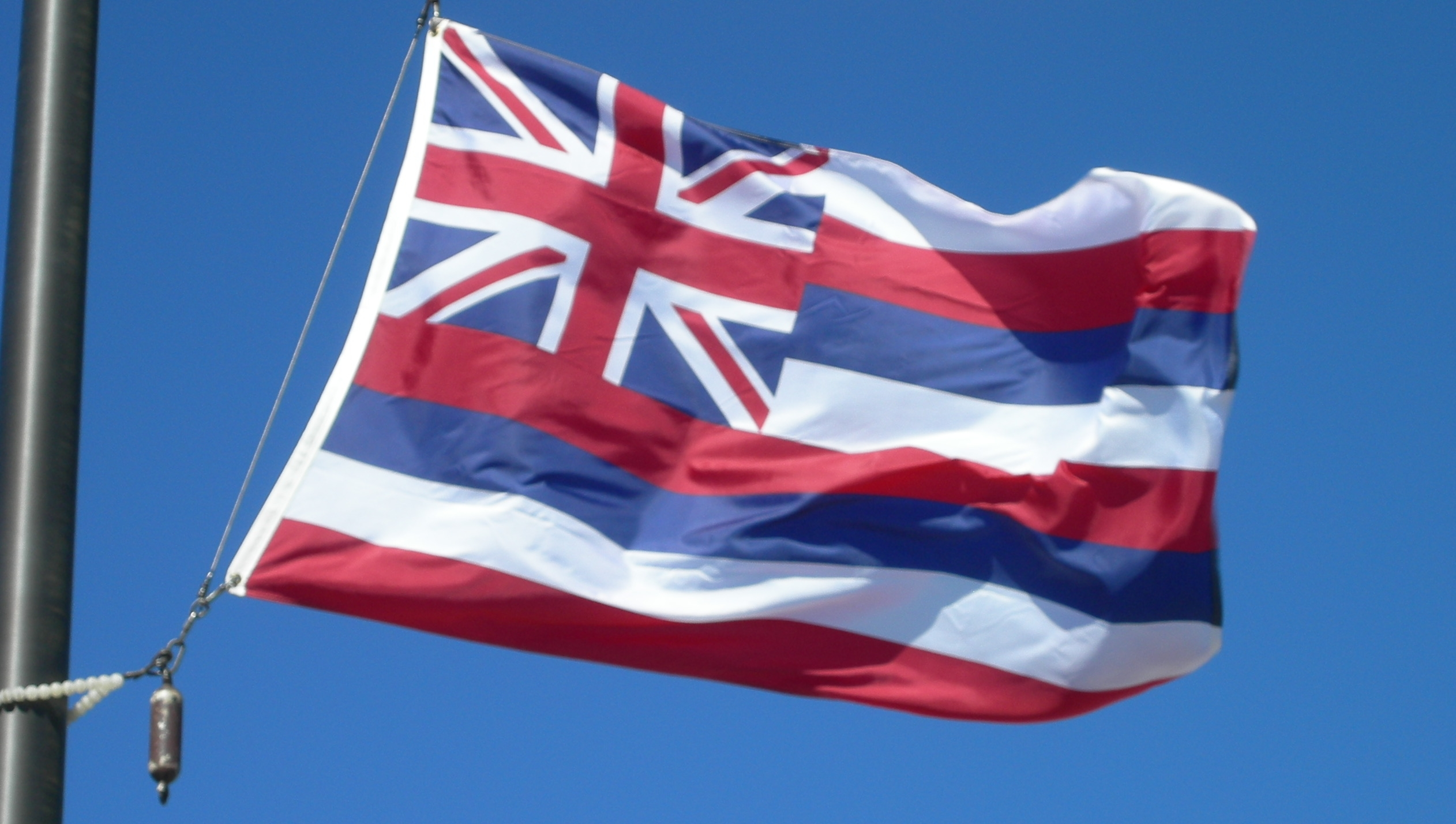
Vlag van Hawaï in Nationaal park Haleakala

Er zijn verschillende verhalen over de eerste Hawaïaanse vlaggen. Eén hiervan wil dat koning Kamehameha I (ca. 1758-1819) een door de Britse kapitein George Vancouver aan hem gegeven Britse vlag hees als teken van vriendschap met koning George III. Hij haalde de vlag weer naar beneden toen een adviseur hem erop wees dat het hijsen van de Britse vlag Hawaï in een oorlog kon storten met de Verenigde Staten, omdat het koninkrijk dan als Brits bondgenoot gezien zou worden.
Om zowel de Britten als de Amerikanen te vriend te houden, ontwierp Kamehameha in 1816 zijn eigen vlag, of liet dit doen door een Britse marinier. Deze leek op de huidige vlag, maar het aantal horizontale banen en de volgorde ervan was anders (en niet precies vastgelegd). In 1845 zou de huidige vlag aangenomen worden, waarbij werd besloten het aantal banen op acht vast te leggen. (Vermoedelijk naar aanleiding van de 8 grootste eilanden)
| Vexillologisch symbool voor een buiten gebruik gestelde vlag |

In 1993 was het honderd jaar geleden dat Hawaï zijn onafhankelijkheid verloor en werd ingelijfd bij de Verenigde Staten. John D. Waihee III, de eerste etnisch Hawaïaanse gouverneur, besloot om tijdens de vijf dagen durende herdenking de vlag van de Verenigde Staten niet toe te laten op gebouwen van de Hawaïaanse overheid. Daarnaast werd de vlag van Hawaï op Capitol Hill halfstok gehangen. Dit alles omdat hij het omverwerpen van de Hawaïaanse regering in 1893 als vijandige daad tegen een onafhankelijke staat zag.

## Dag van de Vlag
In 1990 besloot John D. Waihee III, dat 31 juli de statelijke Flag Day zou zijn. Deze Dag van de Vlag is sindsdien elk jaar gevierd.
Bougainville · Hawaï · Trustschap van de Pacifische Eilanden